# Graur de smarald
Graurul de smarald (Lamprotornis iris) este o pasăre din familia Sturnidae, ordinul Passeriformes, care trăiește în vestul Africii (Coasta de Fildeș, Sierra Leone, Guineea și Liberia).